# 二階堂蘭子
二階堂 蘭子（にかいどう らんこ）は、二階堂黎人の推理小説「二階堂蘭子」シリーズに登場する架空の女性探偵。

## 概要
1949年7月19日生まれ。身長約165センチ。「ハリウッドの映画女優を思わせる豊かな巻き毛。滑らかな輪郭を持つ顔立ち。猫の目のような黒い瞳」と称される美貌の持ち主。登場作品の時代設定は昭和40年代で、ミニスカートを着用することが多い。
ワトソン役で事件の記述者を務める二階堂黎人（にかいどう れいと）は蘭子の義兄にあたる。
警察官僚を多く輩出する二階堂家の令嬢で実の両親は赤ん坊の頃に亡くしている。養父の二階堂陵介は警視正。
蘭子の両親の死後、二階堂家に夫婦養子に入った二階堂陵介・鏡子夫妻の養女となり、夫妻の実の息子の黎人とは兄妹として育っている。
赤ん坊の頃バスタブで溺死させられかけたことがあるため、水が苦手で水辺に近づけず、船も苦手。また大変な寒がりでもある。
時代背景もあり、女性である彼女を軽視する関係者が多いことから、自身の能力を納得させるべく、シャーロック・ホームズのように初対面の相手に対し、その素性や近況を推理し、喝破してみせることが多い。また、作者が冒険小説の風味を加えることをテーマとしていることもあり、頭脳プレイだけではなくアクティブに動き回り、逆に犯人に捕まってしまうこともある（犯人も完全犯罪を企図する個人であるよりは、組織を駆使する凶暴残虐な怪人であったりすることが多い）。ただし、凶悪な悪の組織と戦う長身の美女というヒロイックな設定にもかかわらず、格闘術などの身体的能力に関する描写はほとんど無い。
「人狼城の恐怖」事件解決後、行方不明となる。以後、2012年刊行の『覇王の死』までに発表された作品は、いずれも失踪以前の事件を扱っている。失踪から約3年を経た1974年6月2日、1歳になるかならないかの息子・亜蘭（あらん）を連れて帰国した。
宿敵は自らを魔王ラビリンスと名乗る怪人である。

## 作品リスト

### 長編
- 地獄の奇術師
- 吸血の家
- 聖アウスラ修道院の惨劇
- 悪霊の館
- 人狼城の恐怖（第一部・ドイツ編、第二部・フランス編、第三部・探偵編、第四部・解決編）
- 悪魔のラビリンス
- 魔術王事件
- 双面獣事件
- 巨大幽霊マンモス事件

### 短編
- ユリ迷宮（ロシア館の謎、劇薬、密室のユリ）
- バラ迷宮（サーカスの怪人、変装の家、喰顔鬼、ある蒐集家の殺人、火炎の魔、薔薇の家の殺人）
- ラン迷宮（泥具根博士の悪夢、蘭の家の殺人、青い魔物）